# Calanthe vestita
Calanthe vestita är en orkidéart som beskrevs av Nathaniel Wallich och John Lindley. Calanthe vestita ingår i släktet Calanthe och familjen orkidéer. Inga underarter finns listade i Catalogue of Life.

## Bilder

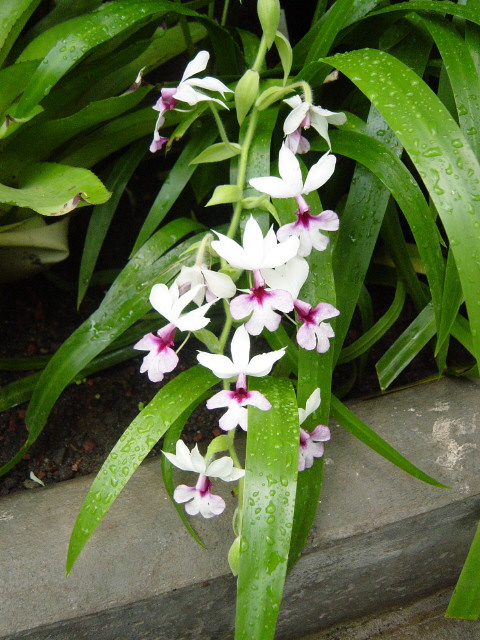
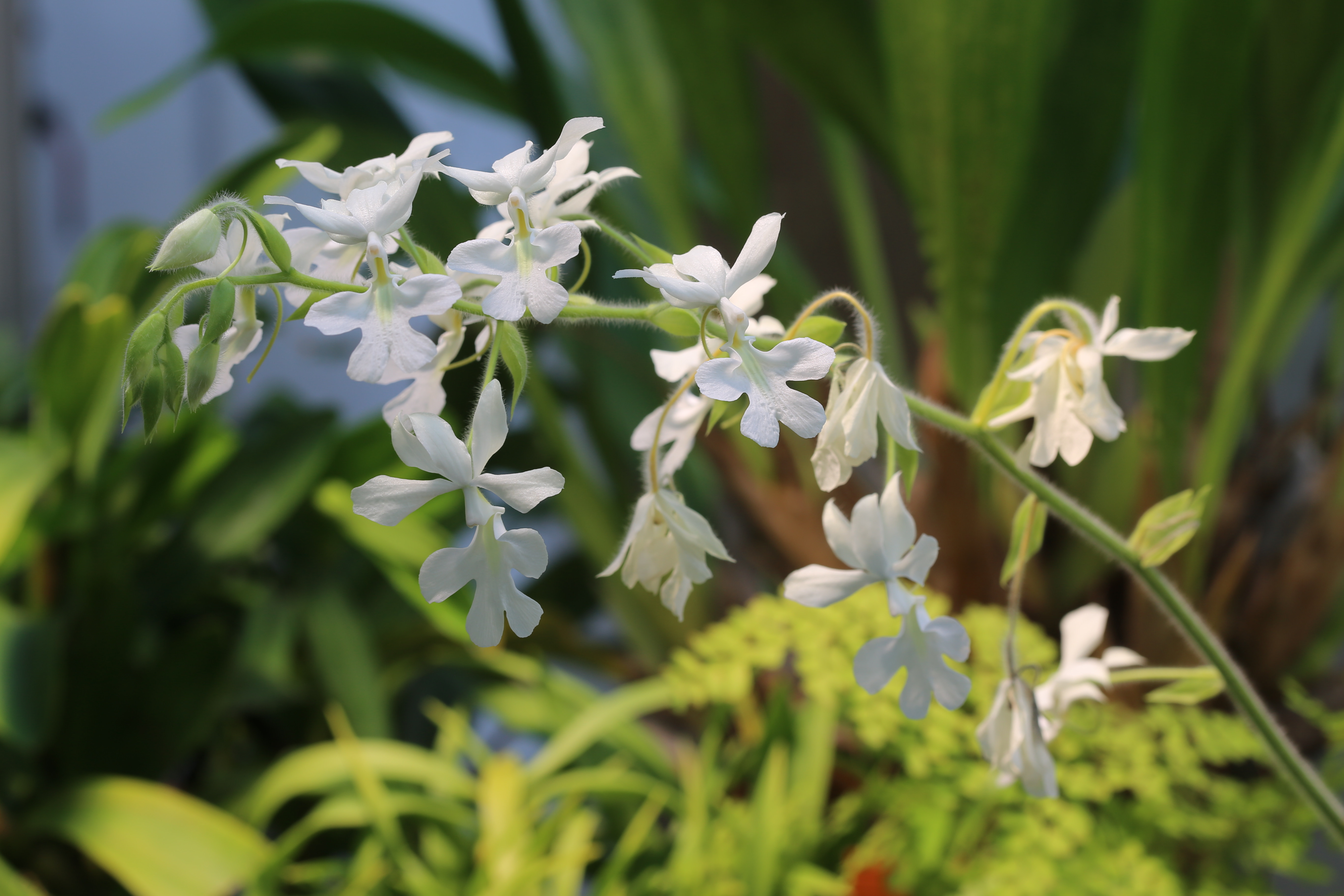

### Illustrationer

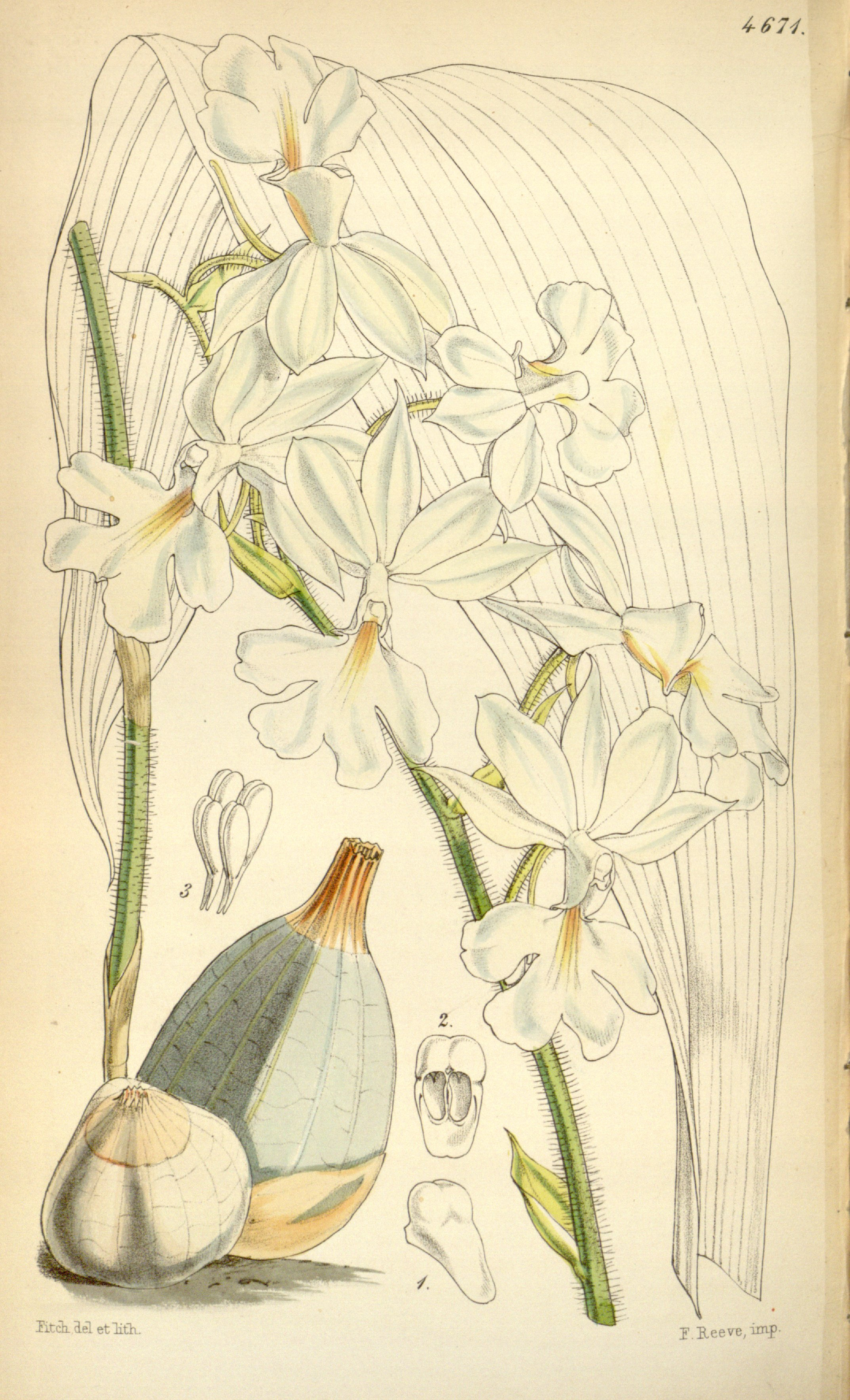
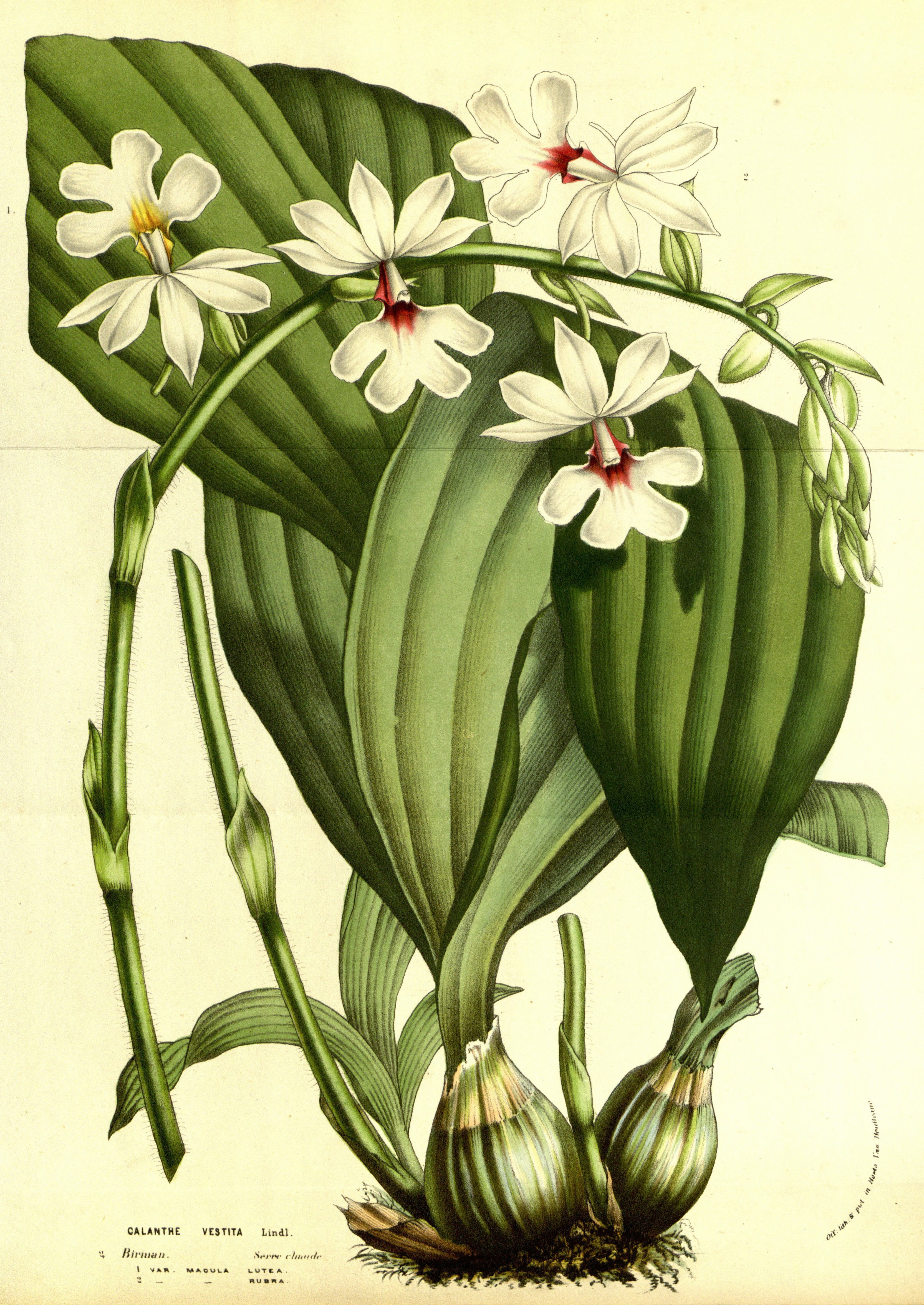
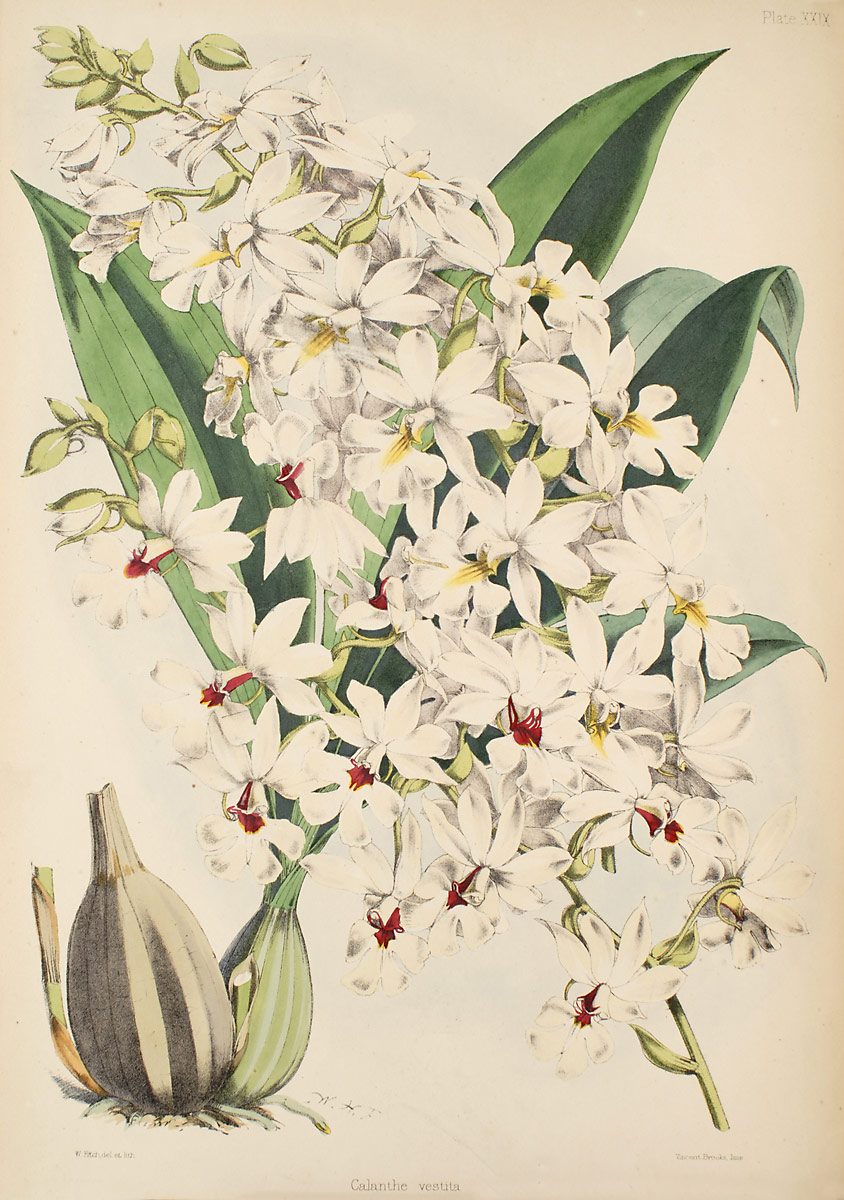